# Vredens krig
Vredens krig eller det stora slaget är det krig som i J.R.R Tolkiens mytologi utkämpades av Valar (gudarna) för att i slutet av första åldern bekämpa den onde Valan Melkor, senare benämnd som Morgoth. Detta var första gången som man skådade de mäktiga bevingade drakar, som blev ett hårt motstånd för Valars styrkor. De alver som kämpade var Noldor och Vanyar. Även människor var med om att krossa Morgoth. Människorna som kämpade på Valars sida var edains tre ätter.
Morgoth togs till slut tillfånga och fjättrades med kedjan Angainor och silmarillerna på hans järnkrona togs av maian Eönwë.
Vredens krig hade stora följder i Midgård, de flesta av landområdena väster om Blå Bergen (Ered Luin) blev ödelagda och strax därefter sjönk i havet. De kvarstående alverna var bjudna av Ëonwe att återvända med honom till Aman. De flesta av alverna gick västerut, medan andra fortfarande vägrade kallelsen och begav sig istället österut där de skulle bli herrar över de återstående Eldar eller de alver som fortfarande bodde i öst, såsom Silvan-alverna. Galadriel och Celeborn samt Elrond var bland dessa.
För de människor från Edain, som kämpade för Valars här, blev de beviljade det välsignade landet Númenor.